# Ширлі Робертсон
Ширлі Робертсон  (англ. Shirley Robertson; 15 липня 1968) — британська яхтсменка, олімпійська чемпіонка.

## Виступи на Олімпіадах
| Олімпіада      | Дисципліна | Місце |
| -------------- | ---------- | ----- |
| Барселона 1992 | Лазер      | 9     |
| Атланта 1996   | Лазер      | 4     |
| Сідней 2000    | Лазер      | 1     |
| Афіни 2004     | Інглінг    | 1     |

## Зовнішні посилання
- Досьє на sport.references.com [Архівовано 6 лютого 2013 у Wayback Machine.]